# 刑部芳則
刑部 芳則（おさかべ よしのり、1977年 - ）は、日本の日本史学者。専門は日本近代史、昭和歌謡史にも精通する。日本大学商学部教授。東海林太郎音楽館学術顧問。

## 人物
東京都生まれ。2010年中央大学大学院文学研究科博士課程修了、「明治国家の服制と華族」で博士（史学）。2003年日本風俗史学会研究奨励賞。
NHK大河ドラマ「西郷どん」（2018年）で軍装・洋装考証、連続テレビ小説「エール」（2020年度前期）および「ブギウギ」（2023年度後期）では風俗考証、「虎に翼」（2024年度前期）では制服考証（戦前期の判事・検事・弁護士の法衣など）を担当した。

## 著書
- 『洋服・散髪・脱刀 服制の明治維新』講談社選書メチエ、2010年、ISBN　978-4-06-258464-7
- 『明治国家の服制と華族』吉川弘文館、2012年、オンデマンド版、2024年10月　ISBN　9784642738163
- 『京都に残った公家たち 華族の近代』吉川弘文館「歴史文化ライブラリー」、2014年　ISBN　9784642057851
- 『三条実美 孤独の宰相とその一族』吉川弘文館、2016年　ISBN 9784642082945
- 『公家たちの幕末維新 ペリー来航から華族誕生へ』中公新書、2018年7月　ISBN　978-4-12-102497-8
- 『古関裕而 流行作曲家と激動の昭和』中公新書、2019年11月　ISBN　978-4-12-102569-2
- 『セーラー服の誕生 女子校制服の近代史』法政大学出版局、2021年12月 ISBN 978-4588326073
- 『昭和歌謡史 古賀政男、東海林太郎から、美空ひばり、中森明菜まで』中公新書、2024年8月　ISBN　978-4-12-102818-1
- 『勲章の近代史 権威と欲望のメカニズム』吉川弘文館〈歴史文化ライブラリー 619〉、2025年7月1日。ISBN 978-4-642-30619-5。（電子版あり）

### 編著
- 『明治をつくった人びと 宮内庁三の丸尚蔵館所蔵写真』吉川弘文館、2017年　ISBN　9784642083065